# Hosdurga
Hosdurga is een panchayatdorp in het district Chitradurga van de Indiase staat Karnataka. 

## Demografie
Volgens de Indiase volkstelling van 2001 wonen er 22.480 mensen in Hosdurga, waarvan 52% mannelijk en 48% vrouwelijk is. De plaats heeft een alfabetiseringsgraad van 72%. 